# Urządzenie wejścia-wyjścia
Urządzenie wejścia-wyjścia, urządzenie we-wy, urządzenie we/wy, urządzenie I/O – urządzenie do komunikacji systemu komputerowego z jego użytkownikiem lub innym systemem przetwarzania danych. Często służy ono do zamiany wielkości fizycznych na dane przetwarzane przez system lub odwrotnie. Na przykład mysz komputerowa przetwarza kierunek i prędkość ruchu po powierzchni, odbiornik GPS aktualne położenie geograficzne, a monitor komputera przetwarza dane komputerowe na obraz przedstawiany na wyświetlaczu.
Dane wejściowe to te informacje, które przekazywane są do systemu komputerowego, natomiast dane wyjściowe to informacje wysyłane z systemu do urządzeń zewnętrznych (zwykle urządzeń peryferyjnych).
Rozróżnia się trzy typy urządzeń wejścia-wyjścia:
- urządzenia wejścia to: klawiatura, mysz, skaner, joystick, mikrofon, odbiornik GPS, czytnik linii papilarnych, kamera internetowa;
- urządzenia wyjścia to: monitor, drukarka, głośniki, słuchawki, brzęczyk, ploter;
- urządzenia wejścia i wyjścia to: karta sieciowa, modem, ekran dotykowy, moduł Bluetooth, moduł IrDA, urządzenie USB oraz wszelkie inne nośniki danych z możliwością zapisu i odczytu.

W konstrukcjach z XXI w. część urządzeń wejścia-wyjścia znajduje się wewnątrz obudowy systemu (np. jednostki centralnej komputera), często nawet bezpośrednio na płycie głównej. Natomiast te urządzenia wejścia-wyjścia dołączone do systemu za pomocą kabli lub komunikujące się w inny sposób (np. za pomocą fali radiowych lub podczerwieni), zwane są urządzeniami peryferyjnymi (pojęcie to może być różnie rozumiane, zob. urządzenia peryferyjne).

## Interfejs
Wszystkie urządzenia wejścia-wyjścia są wyposażone w interfejs, który pozwala na komunikację z systemem oraz jednoznaczne adresowanie urządzenia. Interfejs charakteryzuje odpowiednia specyfikacja elektryczna i logiczna, pozwalającą na komunikację z systemem, do którego jest dołączone. Najpopularniejsze interfejsy urządzeń wejścia-wyjścia to USB, PCI Express i SATA, a dawniej RS-232 i IDE.

## Obsługa
Obsługa urządzenia wejścia-wyjścia jest realizowana przez system, do którego jest podłączone. System przetwarza otrzymane dane lub wysyła odpowiednio przetworzone dane do urządzenia wejścia-wyjścia. Funkcjonalność takiego urządzenia jest silnie uzależniona od aplikacji działającej w systemie, która obsługuje dane urządzenie. Przykładowo obsługa tabletu graficznego przez komputer może się sprowadzać do podstawowej funkcjonalności myszy komputerowej, ale specjalizowana aplikacja może np. rozpoznawać siłę nacisku i odpowiednio do niej dobierać grubość kreski rysowanej w programie graficznym.